# Бени и Џун (филм)
Бени и Џун је амерички романтични филм из 1993. године у жанру комедије и драме, који је објавио Metro-Goldwyn-Mayer. Филм прати причу о томе како се двоје ексцентричних појединаца, Сем (Џони Деп) и Џунипер („Џун“) (Мери Стјуарт Мастерсон), упознају и заљубе. У филму глуми и Ејдан Квин, а режирао га је Џеремија С. Чечик.
Филм садржи физичке комичне сцене Џонија Депа (које су инспирисане немим филмским комичарима као што су Бастер Китон, Чарли Чаплин и Харолд Лојд). У Сједињеним Америчким Државама филм је популаризовао песму „I'm Gonna Be (500 Miles)“ коју изводи бенд The Proclaimers. Филм „Бени и Џун“ је углавном сниман на локацији у Спокену, Вашингтон, док су сцене у возу на почетку снимљене у близини Металин Фолса, Вашингтон.

## Радња
Бенџамин „Бени“ Пирл и његова ментално болесна сестра Џунипер („Џун“) живе заједно након смрти њихових родитеља. Бени је механичар и власник гараже, па због посла и бриге о Џун има мало времена за дружење. Понашање Џун постаје све неуједначеније, па је низ кућних помоћница и неговатељица одбио јер су је сматрале „неприпадном“. Не желећи да остави Џун саму, Бени је води на покер вечеру код пријатеља, где Џун изгуби опкладу од Мајка, сталног играча покера, што обавезује Бенија да се стара о Мајковом ексцентричном рођаку Сему. Иако је у почетку љут што му је Сем наметнут, доброчудан Бени постаје саосећајан када сазна да Мајк тера Сема да спава у ормару испод судопера.
Сем, страствени обожавалац Бастера Китона, забавља особље и госте у ресторану класичним Чарли Чаплин триком са два хлебна ролата на виљушкама који имитирају плесне ноге, као и сцена са жонглирањем тањирима. Ту препознаје Рути, некадашњу глумицу, из њене улоге у хорор филму коју Сем цитира реч по реч. Импресиониран Семом, Бени га замоли да брине о Џун, као и да преузме кућне послове, које Сем извршава ексцентрично али ефикасно. Џун тешко прихвата Семове необичне методе чишћења, које укључују гласну музику и вожњу на столици са точковима како би досегао високе површине метлом. Иако Џун истера Сема из куће, савесни Сем се враћа са поклоном мира да је умири. Џун му се постепено привржава и помаже му јер је он неписмен и има потешкоће са писањем писама мајци.
Након што поправи њен ауто, Бени позове Рути на састанак, али га он прекида када Рути показује жељу за интимношћу. Бени и даље верује да му обавезе према Џун онемогућавају љубавни живот. Када покуша други састанак, Рути га скраћује јер он поново оклева у вези са интимношћу и покушава да објасни да му је живот „компликован“.
Бени, Џун и Сем одлазе у парк, где Сем изводи Чаплинске комичне трикове са шеширом, марамицом и физичком акробатиком, привлачећи пажњу публике. Те вечери, док је Бени одсутан покушавајући да убеди једног агента да ангажује Сема, Сем и Џун показују физичну блискост и изражавају љубав једно према другом. По повратку, Бени предлаже Сему да постане професионални извођач својих комичних рутинa. Када Сем помене да би требало да путује по земљи, Џун се узнемири и натера Сема да објасни да су она и Сем у романтичној вези. Бени избацује Сема из куће, виче на Џун и показује јој брошуру о групном дому за који је доктор саветовао да би био стабилнији дом за њу. Џун почиње да удара Бенија и вришти, а он је одбија. Касније, да се искупи, Бени одлази да купи њен омиљени пудинг. Док је Бени одсутан, Сем се враћа, и заједно са Џун пакује кофере и одлазе аутобусом. Џун под стресом почиње да чује гласове у глави и гласно са њима расправља, изазивајући немир који зауставља аутобус. Долазе два медицинска техничара да је смире. Када Бени стиже у болницу, доктор му каже да Џун не жели да га види. Након што је окарактерише као тешку, Сем одлази да борави код Рути. У међувремену, Бени се осећа кривим због свог поступања према Џун.
Сем сада ради у видео клубу, где га Бени проналази и тражи помоћ. Заједно одлазе у болницу. Бени пристаје да јој омогући да у стану у згради којом управља Рути оствари свој живот и каже јој да је Сем дошао по њу. Браћа и сестра се мире, а Сем и Џун поново су заједно. Они се усељавају у зграду станова којом Рути управља, где Џун може добити помоћ. Касније, Бени доноси руже Рути и каже јој да му је живот сада „много мање компликован“. Он доноси још један букет у стан Џун, али оставља цвеће на вратима када види Сема и Џун како праве сендвиче с качкавалом на дасци за пеглање.

## Улоге
- Џони Деп као Сем
- Мери Стјуарт Мастерсон као Џунипер „Џун“ Пирл
- Ејдан Квин као Бенџамин „Бени“ Пирл
- Џулијана Мур као Рути
- Оливер Плат као Ерик
- Си-Си-Ејч Паундер као др Гарви
- Ден Хедеја као Томас
- Џо Грифаси као Мајк
- Вилијам Х. Мејси као Ренди Берч
- Ајлин Рајан као госпођа Смејл
- Лајан Кертис као Клаудија
- Линет Волден као жена купац
- Нун Орсати као гост бр. 1
- Ден Камин као гост бр. 2

## Продукција
Вуди Харелсон је првобитно био ангажован за улогу Бенија, док је Лора Дерн била разматрана за улогу Џун. Дерн је одустао од улоге, а Харелсон је дао отказ да би прихватио улогу у филму „''Непристојна понуда''“. Ејдан Квин је доведен у последњем тренутку да замени Харелсона. Касније је уследила тужба са Виноном Рајдер, која је у то време била у вези са Џонијем Депом и требало је да игра Џун након што је Дерн дао отказ. Деп и Рајдер су раскинули, остављајући улогу Џун упражњеном, која је додељена Мастерсону само неколико дана пре почетка снимања.

## Награде и признања
| Награде                          | Категорија                                              | Примаоци                                     | Резултат   |
| -------------------------------- | ------------------------------------------------------- | -------------------------------------------- | ---------- |
| 51. додела награда Златни глобус | Златни глобус за најбољег главног глумца у играном филм | Џони Деп                                     | Номинација |
| МТВ филмске награде 1994.        | МТВ филмска награда за најбољу улогу у комедији         | Џони Деп                                     | Номинација |
| МТВ филмске награде 1994.        | МТВ филмска награда за најбољи филмски дуо              | Џони Деп и Мери Стјуарт                      | Номинација |
| МТВ филмске награде 1994.        | МТВ филмска награда за најбољи музички тренутак         | The Proclaimers – "I'm Gonna Be (500 Miles)" | Номинација |